# Giovanni Francesco Anerio
Giovanni Francesco Anerio (Roma, 7 luglio 1569 – Graz, 11 giugno 1630) è stato un compositore e musicista italiano del tardo Rinascimento e dell'inizio dell'età barocca, fratello minore di Felice Anerio.

## Biografia
Nacque a Roma il 7 luglio 1569 e fu battezzato il 10 luglio nella parrocchia dei SS. Celso e Giuliano. Figlio di Maurizio Anerio e di Fulginia, Giovanni Francesco Anerio fu fanciullo cantore della Cappella Giulia di San Pietro a Roma dal 1575 al 1579, anni in cui Giovanni Pierluigi da Palestrina era maestro di cappella. Nel 1583 ricevette la prima tonsura, l'anno seguente l'ostiarato e nel 1586 il lettorato. Nell'ultimo decennio del Cinquecento fu al servizio del cardinale Antonio Maria Galli, vescovo di Osimo.
Frequentò l'ambiente della Congregazione dell'Oratorio, fondata da Filippo Neri, cui era particolarmente legata la sua famiglia. I rapporti con i Filippini sono documentati per la prima volta nel 1598, quando Anerio fu ammesso a cantare durante l'ufficio nel coro dei padri della comunità. Nel 1602, quando era ancora diacono, fu ammesso nella Congregazione dell'Oratorio, che dovette però lasciare prima del consueto anno di prova. Alle musiche dell'oratorio filippino furono destinate diverse sue composizioni tra le quali il Dialogo pastorale al presepio (Roma, S. Verovio, 1600) e il Teatro armonico e spirituale (Roma, 1619), raccolta di madrigali spirituali e di alcuni dialoghi, che costituiscono un esempio di fondamentale importanza per lo sviluppo dell'oratorio

Il 22 novembre 1603 fu eletto maestro di cappella alla Cappella musicale Pia Lateranense di San Giovanni in Laterano, rimanendovi fino al 1605. Fu poi maestro di cappella di Santo Spirito in Saxia, dove la sua presenza è documentata nel gennaio 1608. Da luglio 1609 aveva accettato il posto di maestro di cappella della cattedrale di Verona, che mantenne, con qualche interruzione, fino al 4 marzo 1611. Ritornò a Roma nel 1611 essendo stato nominato musicae praefectus nel Seminario romano.

Il rapporto con i gesuiti è testimoniato dalla dedica al padre Claudio Acquaviva, generale della compagnia, del Motectorum binis, ternis, quaternis, quinis, senisq. vocibus liber secundus (Roma,B. Zannetti, 1611), pubblicato insieme alle Litaniae Deiparae Virginis septem, octonisq vocibus decantandae una cum quatuor illis antiphonis (Roma, B. Zanetti, 1611) al suo rientro a Roma.

Dal 1613 al 1620 fu maestro della chiesa della Madonna dei Monti.
Il 7 agosto 1616, ordinato sacerdote, celebrò solennemente la sua prima messa nella chiesa del Gesù. Per la sua eccezionalità, questa cerimonia fu annotata anche nel diario di Giacinto Gigli, che così la descrive «A dì 7 di agosto [1616] disse la prima messa cantata nella chiesa del Giesù Giovan Francesco Anereo maestro di cappella del papa, essendo il giorno dell'ottava del beato Ignazio Loiola, et con questa occasione furono adoprati otto chori delli quattordici, che allora si erano finiti in detta chiesa sopra le cappelle, non vi essendo da principio se non que' due che più vicini sono all'altar maggiore. Vi concorse popolo infinito ad udire in quella chiesa tutti i musici di Roma, che divisi in otto chori fu senza dubbio cosa non più intesa sino a quel tempo».
Negli anni 1614-1616 visse in piazza di Monte Giordano in una casa del gentiluomo Giacomo Avila, dei cui figli Isabella e Tiberio fu insegnante di musica. A Isabella Avila dedicò due raccolte: la Selva armonica dove si contengono motetti, madrigali, canzonette, dialogi, arie a una, doi, tre & quattro voci (Roma, G.B. Robletti, 1617), contenente 27 brani su testo italiano e latino di carattere spirituale e morale, e la Ghirlanda di sacre rose musicalmente contesta e concertata a cinque voci (Roma, A. Soldi 1619), contenente 21 mottetti di Anerio e uno di Pellegrino Scacchi, probabilmente suo allievo, che viveva con lui nella casa degli Avila. A Tiberio Avila dedicò I lieti scherzi cioè arie, villanelle, madrigali a una, doi, tre e quattro voci (Roma, G.B. Robletti, 1621), contenente brani di carattere profano..
Fu anche in rapporti con il cardinale Domenico Ginnasi, cui dedicò la raccolta La bella Clori armonica. Arie, canzonetti, madrigali a una, due & tre voci (1619) contenente brani di carattere profano su testi di Chiabrera e Marino. Alla nipote del cardinale, Caterina Ginnasi, dedicò le Rime sacre concertate a doi, tre et quattro voci (Roma, G.B. Robletti, 1620).
Nel 1624 fu chiamato alla corte di Sigismondo III re di Polonia in qualità di maestro di cappella (musices moderator) di quella corte, dove prestò servizio nell'ultimo periodo della sua vita, anche se forse per motivi di salute dovette lasciare il posto.

Morì a Graz, assistito dai padri domenicani, l'11 giugno 1630, in seguito a una malattia contratta nel viaggio di ritorno dalla Polonia a Roma. I suoi bagagli, tra cui cinque o sei casse contenenti musica, giunsero comunque in Italia probabilmente insieme all'allievo Corrado de Priore che accompagnava il compositore nel viaggio. Il giorno seguente fu sepolto con rito solenne nel locale cimitero di S. Andrea.

## Composizioni
Oltre alla produzione oratoriale sopra descritta, Giovanni Francesco Anerio fu fecondo compositore di musica sacra: si contano non meno di 320 composizioni. Ad esse si aggiungono le opere profane come i madrigali, le canzonette e alcuni saggi di musica strumentale, come il Libro delle gagliarde intavolate per sonare nel cembalo e liuto (1607).
Del repertorio sacro si citano:
- la trascrizione a quattro voci della Missa papae Marcelli del Palestrina,
- Missa della Battaglia
- Missa Paulina Borghesia super "Quem dicunt homines" dedicata a papa Paolo V Borghese,
- Missa pro defunctis (Requiem)

Alle musiche per oratorio, tutte composte su testo volgare, appartengono il Dialogo pastorale al presepio (1600) e il citato Teatro Armonico Spirituale (1619).